# Hexamitocera vockerothi
Hexamitocera vockerothi är en tvåvingeart som beskrevs av Sifner 2004. Hexamitocera vockerothi ingår i släktet Hexamitocera och familjen kolvflugor.
Artens utbredningsområde är Albanien. Inga underarter finns listade i Catalogue of Life.